# Lily Strömberg-von Essen
Lily Elisabeth Strömberg-von Essen (Lund, Escània, 24 de setembre de 1896 - Estocolm, 21 de maig de 1990) va ser una tennista sueca que va competir en els anys posteriors a la Primera Guerra Mundial.
El 1920 va participar en els Jocs Olímpics d'Anvers, on va prendre part en tres proves del programa de tennis. En les tres quedà eliminada en quarts de final. En la competició individual va perdre contra Suzanne Lenglen, futura campiona olímpica, per un doble 6:0; en els dobles, fent parella amb Sigrid Fick, contra les franceses Élisabeth d'Ayen i Suzanne Lenglen; mentre en els dobles mixtos, fent parella amb Jarl Malström, va perdre contra els danesos Amory Hansen i Erik Tegner.
Quatre anys més tard, als Jocs de París, disputà novament tres proves del programa de tennis. En els dobles, fent parella amb Sigrid Fick, va perdre en quarts de final contra les britàniques i posteriors medalles de plata Kathleen McKane i Phyllis Covell. En la prova individual quedà eliminada en la primera ronda per la francesa Germaine Golding, mentre en els dobles mixtos, fent parella amb Charles Wennergren, també fou eliminada en la primera ronda.